# Nahla Mahmoud
Nahla Mahmoud (geboren in 1986/7) is een Soedanees-Britse schrijver, ex-moslim, secularist, ecologist, mensenrechtenactivist, en woordvoerder voor de Council of Ex-Muslims of Britain. Ze vluchtte in 2010 naar het Verenigd Koninkrijk.

## Vroege leven en opleiding
Mahmoud werd geboren in Soedan en als soennitische moslim opgevoed. Tijdens de kunstles op de basisschool maakte ze een tekening van Allah, wat volgens de meeste moslims verboden is, en haar docent strafte haar ervoor. Mahmoud was gefrustreerd over het feit dat ze niet dezelfde rechten had als jongens en mannen, dat ze niet kon tekenen of beeldhouwen wat ze wilde, een hond als huisdier houden, geen kritische vragen mocht stellen en niets mocht leveren over evolutie.
Mahmoud heeft ecologie gestudeerd aan de Universiteit van Khartoum en voor de Vereniging van Wetenschapsstudenten aldaar gewerkt. Op de universiteit leerde ze een professor kennen die tegen het regime van president Omar al-Bashir was; hij was zojuist uit de gevangenis vrijgelaten waar hij was gemarteld omdat hij het had gewaagd om de evolutietheorie te onderwijzen. Deze onthulling schokte haar en gaf haar het gevoel dat ze 'in Soedan niet bestond als vrouw, als wetenschapper'. “Deze incidenten deden met uiteindelijk de islam afwijzen todat ik haar volkomen had afgezworen en atheïst werd.” Dit maakte haar leven er nog moeilijker op, omdat onder de Soedanese wet geloofsafval kon worden bestraft met de dood. Mahmoud besloot dat ze niet meer onder de Sharia wilde leven in Soedan en vluchtte uiteindelijk naar het Verenigd Koninkrijk in 2010.

## Activisme